# Maksim Neszjarenka
Maksim Sjarhejewitsch Neszjarenka (belarussisch Максім Сяргеевіч Несцярэнка; international englisch Maksim Niastsiarenka; * 1. September 1992 in Mahiljou) ist ein belarussischer Leichtathlet, der sich auf den Dreisprung spezialisiert hat.

## Sportliche Laufbahn
Erste internationale Erfahrungen sammelte Maksim Neszjarenka im Jahr 2013, als er bei den U23-Europameisterschaften in Tampere mit einer Weite von 15,59 m den elften Platz belegte. 2015 schied er bei den Halleneuropameisterschaften in Prag mit 15,15 m in der Qualifikation aus und 2016 wurde er bei den Europameisterschaften in Amsterdam mit 16,63 m Fünfter und qualifizierte sich damit für die Olympischen Spiele in Rio de Janeiro, bei denen er mit 16,52 m aber den Finaleinzug verpasste. 2019 startete er bei den Militärweltspielen in Wuhan, bei denen er mit 15,53 m Rang 13 erreichte. 2021 schied er bei den Halleneuropameisterschaften in Toruń mit 16,24 m in der Qualifikation aus.
In den Jahren von 2019 bis 2021 wurde Neszjarenka belarussischer Meister im Dreisprung im Freien sowie 2014, 2016, 2017 und von 2020 bis 2022 auch in der Halle.

## Persönliche Bestleistungen
- Dreisprung: 16,93 m (+0,8 m/s), 1. Juni 2021 in Brest
  - Dreisprung (Halle): 16,92 m, 29. Januar 2021 in Homel